# Chemiepark Gendorf

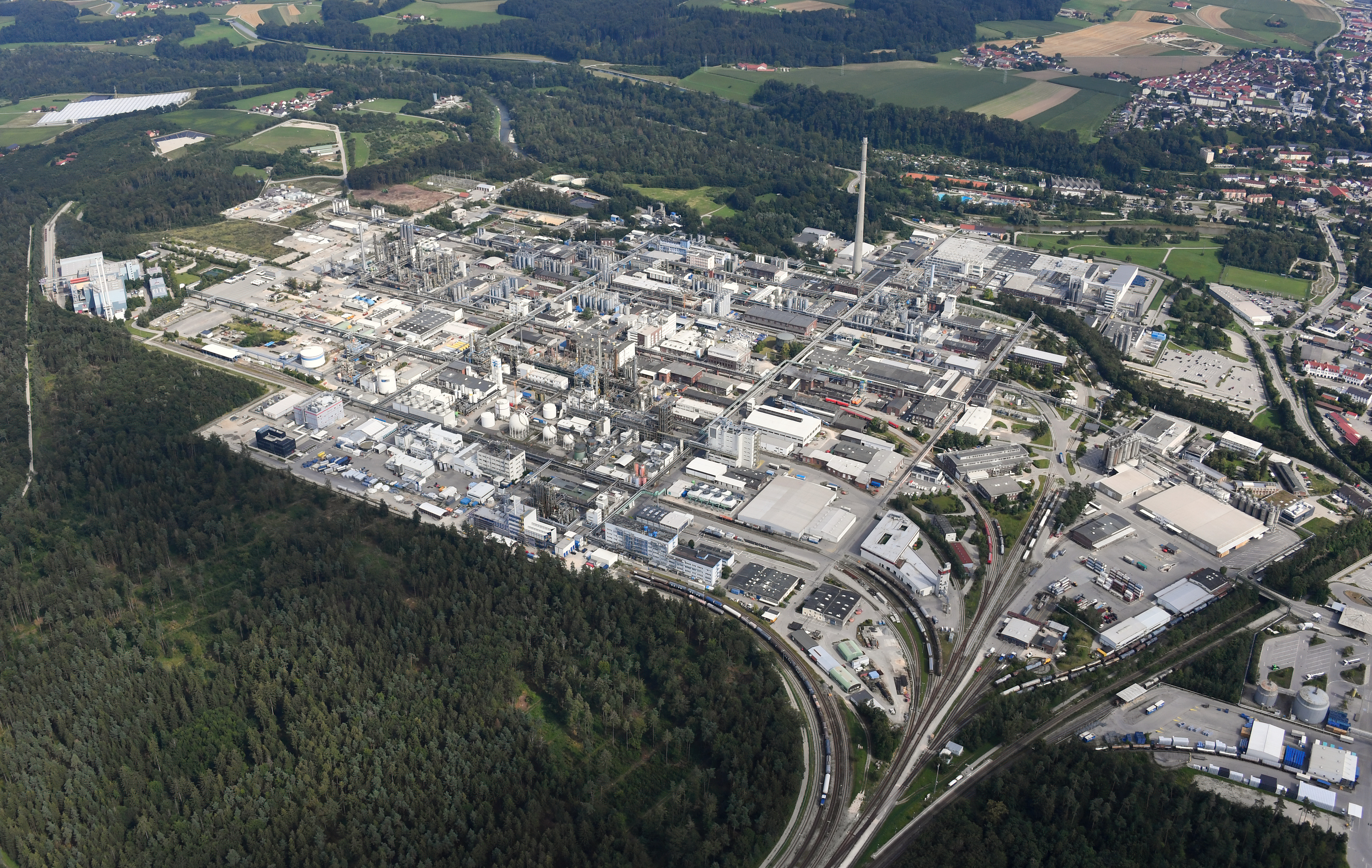
Der Chemiepark Gendorf aus der Luft gesehen

Der Chemiepark Gendorf (Eigenschreibweise Chemiepark GENDORF), ehemals Industriepark Werk GENDORF, liegt im oberbayerischen Burgkirchen an der Alz, mitten im Bayerischen Chemiedreieck. Er ist der größte Chemiepark Bayerns und Standort für über 30 Unternehmen aus den Bereichen Basis- und Spezialitäten-Chemie, Kunststoffe, Energieversorgung und Dienstleistungen.

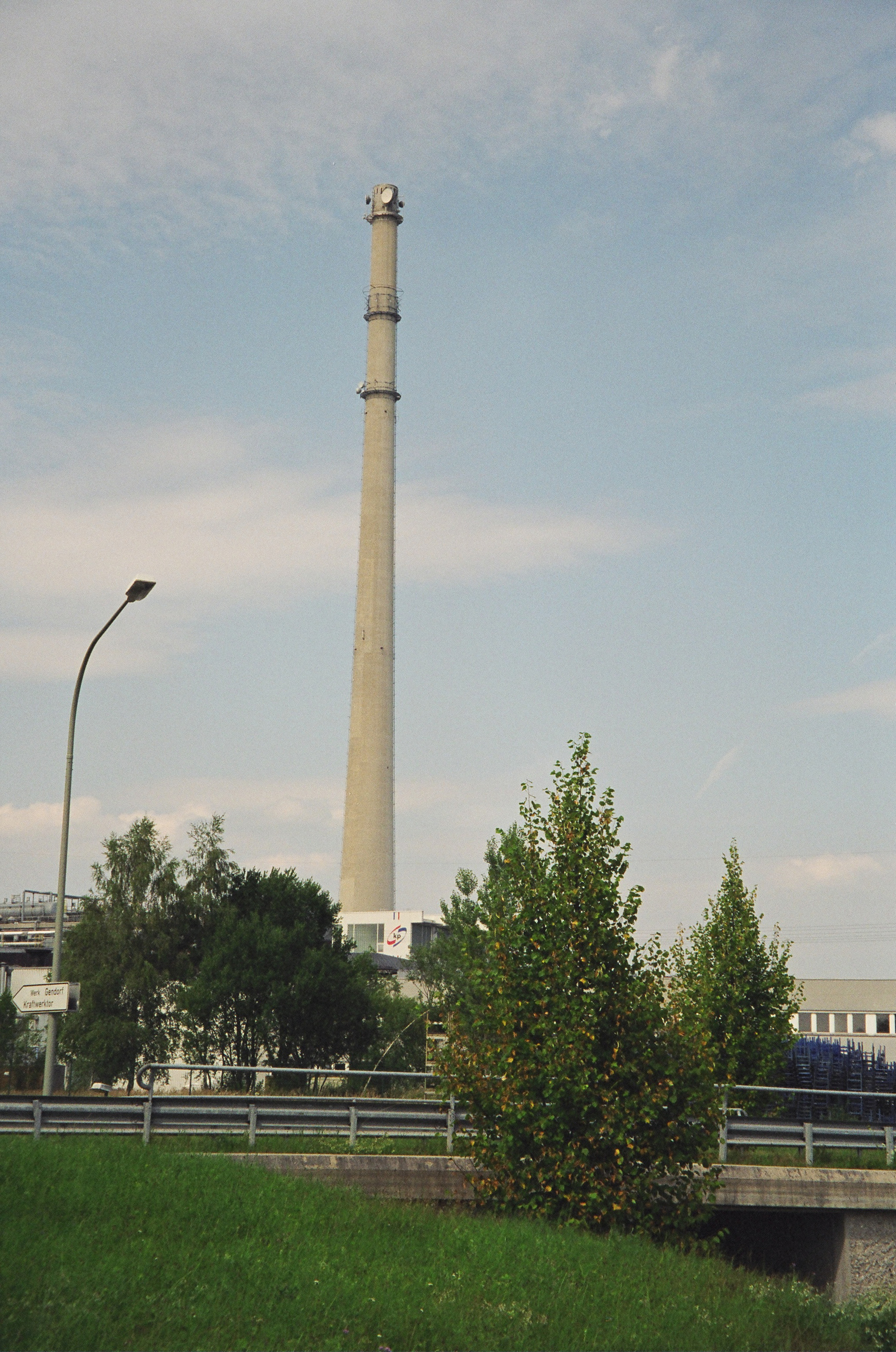
Der 188 Meter hohe Werkskamin des Chemieparks Gendorf, welcher auch als Sendeturm von „Radio ISW“ dient

Die produzierenden Standortunternehmen nutzen die gemeinsame Chemieparkinfrastruktur und sind durch einen Produktions- und Stoffverbund eng miteinander vernetzt. Am Standort sind etwa 4000 Mitarbeiter beschäftigt; etwa 400 Menschen werden vor Ort ausgebildet.
Der Chemiepark Gendorf ist 197 Hektar groß. Eine Fläche von 50 Hektar steht für Ansiedlungen und Erweiterungen zur Verfügung. Die speziell auf die Chemieproduktion zugeschnittene Infrastruktur wird von der Betreibergesellschaft InfraServ Gendorf bereitgestellt.

## Geschichte

### Bau des Gendorfer Werks
Die Wehrmacht benötigte eine Produktionsanlage für kriegswichtige Produkte, die kurz vor Beginn des Zweiten Weltkriegs 1939 in Gendorf gebaut wurde. 
Gendorf lag damals außerhalb der Reichweite von französischen und britischen Bombern. 
Das sogenannte Bereitschaftswerk Gendorf stellte diverse kriegsrelevante Grundstoffe wie Frostschutzmittel, Vorprodukte für Sprengstoff, Chlor und Natronlauge her. Eigentümerin des Werks war die Montan; betrieben wurde es von der Anorgana, einer Tochterfirma des Chemiekonzerns I.G. Farben. Die eigentlich beabsichtigte Produktion von Senfgas kam wegen technischer Probleme zunächst nicht über Versuchsmengen hinaus. Bis Kriegsende sollen 2.000 Tonnen hergestellt worden sein. Während des Zweiten Weltkriegs setzte die deutsche Industrie in vielen Bereichen Zwangsarbeiter ein. Auch in Gendorf arbeiteten Zwangsarbeiter, darunter KZ-Häftlinge aus dem KZ Dachau. Kurz vor Kriegsende versuchten I.G.-Farben-Führungskräfte wie der später als Kriegsverbrecher verurteilte Chemiker Otto Ambros, die Rüstungsproduktion auf unverfängliche Produkte wie Seife umzustellen.
Bayern wurde 1945 von US-Truppen besetzt und amerikanische Besatzungszone. Die amerikanische Militärregierung OMGUS ließ den Betrieb in Gendorf einstellen und große Teile der Anlagen und der Infrastruktur demontieren. Das Werk Gendorf wurde anschließend als „Independent Unit“ (selbständige Firmeneinheit) unter alliierter Kontrolle weitergeführt. Im Jahr 1953 erwarb der Freistaat Bayern das Werk Gendorf, in dem etwa 2.500 Menschen arbeiteten und das damit ein wichtiger Arbeitgeber in der Region war.

### Übernahme durch Hoechst
Im Jahr 1955 verkaufte der Freistaat das Werk an die Hoechst AG. Die Produktionsbereiche wurden entsprechend den Bedürfnissen des Hoechst-Konzerns angepasst. Bereiche wie PVC-Produktion oder die Folienherstellung wurden in der Folge systematisch ausgebaut und neue Arbeitsgebiete hinzu genommen. Das Gendorfer Werk entwickelte sich zu einem Zulieferwerk für andere Werke des Konzerns, besonders für Chlor und später Ethylen. Zur Ethylenproduktion wurde am 17. Juni 1958 nach gut zwei Jahren Bauzeit – noch bevor in Höchst eine vergleichbare Anlage lief – ein eigener Cracker mit einer Kapazität von 12.000 Tonnen Ethylen pro Jahr in Betrieb genommen. Daraus wurde unter anderem der Kunststoff Polyethylen (PE) hergestellt, den Hoechst unter dem Namen Hostalen verkaufte.  Aus dem Gendorfer Polyvinylchlorid (PVC) wurden Folien und viele andere Produkte hergestellt.

### Umwandlung in einen Chemiepark
Mit der seit 1993 begonnenen Umstrukturierung und späteren Abwicklung der Hoechst AG wurde das Werk Gendorf 1998 in einen Industrie- bzw. Chemiepark umgewandelt, wobei die verschiedenen operativen Geschäftsbereiche der Hoechst AG in selbstständige Unternehmen überführt wurden. 2016 erfolgte die Umbenennung von Industriepark Werk GENDORF in Chemiepark GENDORF.
Um Infrastruktur und Dienstleistungen am Standort sichern zu können, wurde als Betreibergesellschaft die InfraServ GmbH & Co Gendorf KG gegründet, die den Chemiepark Gendorf bis heute betreibt.

## Standortunternehmen
Der Chemiepark Gendorf ist (Stand 2017) Standort für über 30 Unternehmen. Zu den bekanntesten Produktionsunternehmen zählen:
- Archroma Germany GmbH
- Clariant Produkte (Deutschland) GmbH
- Dyneon GmbH
- Global Amines Germany GmbH
- InfraServ GmbH & Co. Gendorf KG
- Klöckner Pentaplast GmbH
- Linde AG (Geschäftsbereich Linde Gas)
- Westlake Vinnolit GmbH & Co. KG
- W. L. Gore & Associates GmbH

## Umweltbelastung und Umweltschutz
Die Herstellung vieler chemischer Vor- und Zwischenprodukte ging in Gendorf mit starken Umweltbelastungen einher. Umweltschutz war in den Jahren nach der Eingliederung in den Hoechst-Konzern wie andernorts noch kein wichtiges Thema und wurde als eine marginale, technisch-administrative Aufgabe empfunden. Generell spielten damals Umweltstandards in der Chemieindustrie kaum eine Rolle. Die Abwasserbelastung des Flusses Alz und des Grundwassers stellten allerdings schon seit der Gründung des Werks ein Problem dar, das auf Dauer nicht ignoriert werden konnte. Das Werk gründete daher im August 1955 mit den betroffenen Gemeinden den Zweckverband Untere Alz. Vier Jahre später konnte eine zentrale Wasserversorgung in Betrieb genommen werden.
In den folgenden Jahrzehnten fanden das veränderte Umweltbewusstsein und das Thema Umweltschutz zunehmend Eingang in die Standortpolitik des Werks. Nach zwei Jahren Bauzeit wurde 1973 die Gendorfer Kläranlage in Betrieb genommen. In den 1990er Jahren verbesserte sich die Gewässergüteklasse der Alz, auch infolge werkseigener Maßnahmen. In den Jahren 1979 bis 1988 wurden diverse Abgasreinigungsanlagen in Betrieb genommen; die Luftemissionen sanken um 60 Prozent. 1997 erhielt das Werk Gendorf den Status als eingetragener EMAS-Standort. Seitdem werden laufend diverse Maßnahmen zum Umweltschutz umgesetzt und in jährlichen Umwelterklärungen veröffentlicht.
Trotz dieser Maßnahmen kam es im März 2012 zu einem massiven Fischsterben in der Alz, als nach einem Brand in einem Produktionsbetrieb verunreinigtes Lösch- und Kühlwasser in den Fluss gelangte. In den folgenden Jahren wurden umfangreiche Renaturierungsmaßnahmen durchgeführt. Hierzu zählte unter anderem der Umbau eines alten Querbauwerks in eine Sohlgleite.
Zur Herstellung von Fluorpolymeren produzierten zwischen 1968 und 2003 zunächst Hoechst, ab 1996 dann Dyneon in Gendorf Perfluoroctansäure (PFOA), die nach Studien schwere gesundheitsschädigende Eigenschaften haben kann. Dyneon entwickelte einen Ersatzstoff; seit 2008 wird PFOA in Gendorf nicht mehr verwendet. Der Boden und das Grundwasser im Umfeld des Chemieparks enthalten PFOA aus der damaligen Produktion. 
Spezielle Filter sollen seit 2009 verhindern, dass PFOA ins Trinkwasser gelangt. Das Landesamt für Gesundheit und Lebensmittelsicherheit (LGL) und das Gesundheitsamt Altötting haben 2018 die mögliche Belastung der Bevölkerung und die interne Belastungssituation der Bevölkerung (Human-Biomonitoring) mit perfluorierten Substanzen untersucht und einen Abschlussbericht veröffentlicht.